# Episodi de I racconti del West (terza stagione)
La terza stagione della serie televisiva I racconti del West (Dick Powell's Zane Grey Theater) è andata in onda negli Stati Uniti dal 2 ottobre 1958 al 4 giugno 1959 sulla CBS.
| nº | Titolo originale           | Titolo italiano       | Prima TV USA     | Prima TV Italia |
| -- | -------------------------- | --------------------- | ---------------- | --------------- |
| 1  | Trail to Nowhere           |                       | 2 ottobre 1958   |                 |
| 2  | The Scaffold               |                       | 9 ottobre 1958   |                 |
| 3  | Homecoming                 |                       | 23 ottobre 1958  |                 |
| 4  | The Accuser                |                       | 30 ottobre 1958  |                 |
| 5  | Legacy of a Legend         |                       | 6 novembre 1958  |                 |
| 6  | To Sit in Judgment         |                       | 13 novembre 1958 |                 |
| 7  | The Tall Shadow            |                       | 20 novembre 1958 |                 |
| 8  | The Vaunted                |                       | 27 novembre 1958 |                 |
| 9  | Pressure Point             |                       | 4 dicembre 1958  |                 |
| 10 | Bury Me Dead               |                       | 11 dicembre 1958 |                 |
| 11 | Let the Man Die            |                       | 18 dicembre 1958 |                 |
| 12 | Medal for Valor            |                       | 25 dicembre 1958 |                 |
| 13 | Living is a Lonesome Thing |                       | 1º gennaio 1959  |                 |
| 14 | Day of the Killing         |                       | 8 gennaio 1959   |                 |
| 15 | Hang the Heart High        | Il ladro e la signora | 15 gennaio 1959  |                 |
| 16 | Welcome Home a Stranger    |                       | 22 gennaio 1959  |                 |
| 17 | Trail Incident             |                       | 29 gennaio 1959  |                 |
| 18 | Make It Look Good          |                       | 5 febbraio 1959  |                 |
| 19 | A Thread of Respect        |                       | 12 febbraio 1959 |                 |
| 20 | Deadfall                   |                       | 19 febbraio 1959 |                 |
| 21 | The Last Raid              |                       | 26 febbraio 1959 |                 |
| 22 | Man Alone                  |                       | 5 marzo 1959     |                 |
| 23 | Hanging Fever              |                       | 12 marzo 1959    |                 |
| 24 | Trouble at Tres Cruces     |                       | 26 marzo 1959    |                 |
| 25 | Heritage                   |                       | 2 aprile 1959    |                 |
| 26 | The Sunrise Gun            |                       | 16 aprile 1959   |                 |
| 27 | Checkmate                  |                       | 30 aprile 1959   |                 |
| 28 | Mission to Marathon        |                       | 14 maggio 1959   |                 |
| 29 | The Law and the Gun        |                       | 4 giugno 1959    |                 |

## Trail to Nowhere
- Prima televisiva: 2 ottobre 1958
- Diretto da: William Dario Faralla
- Scritto da: Aaron Spelling

### Trama
- Guest star: Barbara Stanwyck (Julie Holman), Richard Shannon (Sid Holman), Stephen Chase (sceriffo Sam Gilford), Guy Wilkerson (Jeb Marcus), Irene Calvitto (Macala), Allen Pinson (Raoul), David Janssen (Seth Larker), Paul Genge (Carl Benson), Bill Quinn (Les Manson), Ian McDonald (Leeds)

## The Scaffold
- Prima televisiva: 9 ottobre 1958
- Diretto da: Robert Florey
- Scritto da: Aaron Spelling, Will Cook

### Trama
- Guest star: Paul Richards (John Hart), Hugh Sanders (Riley), Virginia Christine (Mrs. Hart), Joan Taylor (Rose Bailey), Willard Sage (Herb Rosen), Russell Thorson (Walter Harrison), Roy Engel (Ben Wooster), John Hackett (Neal Buckley), Gil Perkins (Marshal.), Dick Powell (sceriffo Ross Connors)

## Homecoming
- Prima televisiva: 23 ottobre 1958
- Diretto da: John English
- Scritto da: Ted Sherdeman

### Trama
- Guest star: Lloyd Nolan (Adam Larkin), Rachel Ames (Ellen Larkin), Dennis Patrick (Danch), Frank Albertson (sceriffo Horn), Richard Devon (Turlow), Virginia Gregg (Hannah Benton), Clarke Gordon (Deputy Clark), John Falvo (impiegato), Anthony Eisley (Deputy Clerk), Nolan Leary (dottor Stone)

## The Accuser
- Prima televisiva: 30 ottobre 1958
- Diretto da: John English
- Scritto da: Christopher Knopf

### Trama
- Guest star: Chris Alcaide (Jason Merrick), William Henry (Collard), David Niven (Milo Brant), Gail Kobe (Ruth Huddlestone), Malcolm Brodrick (Thad Huddlestone), Russ Conway (sceriffo Howard Moss), Marianne Stewart (Polly Merrick), Troy Melton (Tavener), Tom Steele (Ward)

## Legacy of a Legend
- Prima televisiva: 6 novembre 1958
- Diretto da: Jerry Hopper
- Scritto da: Robert Yale Libott

### Trama
- Guest star: John Dehner (Marshal Harvey), Lee J. Cobb (Drifter), J. Pat O'Malley (Pete), Frank Ferguson (Paul Parker), Joan Banks (Melanie Fleming), Robert Carson (Roger Fleming), Tyler McVey (barista), Maudie Prickett (Miss Howland), John Pickard (Deputy)

## To Sit in Judgment
- Prima televisiva: 13 novembre 1958
- Diretto da: John English
- Scritto da: Harry Julian Fink

### Trama
- Guest star: Robert Ryan (Amos Parney), Johnny Washbrook (Jamie McPherson), Harry Dean Stanton (Robert McPherson), Betsy Jones-Moreland (Lucy Parney), Michael Pate (Charlie Spawn), Jean Inness (Mary McPherson), Ben Erway (Doc Armstedter)

## The Tall Shadow
- Prima televisiva: 20 novembre 1958
- Diretto da: John English
- Scritto da: John McGreevey

### Trama
- Guest star: John Ericson (Linc Hardway), Julie Adams (Nora Jepson), Steve Darrell (Dan Hardway), Brad Dexter (Clefand Ames), Sean McClory (Graham Pogue), Don Durant (Vern Mitchell)

## The Vaunted
- Prima televisiva: 27 novembre 1958
- Diretto da: David Niven
- Scritto da: Fred Freiberger

### Trama
- Guest star: Micky Dolenz as Ted Matson (credited) (Mickey Braddock), Richard Shannon (Marshal Gregg), Eddie Albert (Jess Matson), Jane Greer (Ellie Matson), Kathryn Card (nonna Matson), Regis Toomey (sceriffo Barnes), Robert Foulk (Big John), Monica Keating (Jane), Nora Marlowe (Mary Ogilvie), Richard Newton (Sam Hicks), Amzie Strickland (Mae Jones), Richard Bartell (operatore del telegrafo)

## Pressure Point
- Prima televisiva: 4 dicembre 1958
- Diretto da: John English
- Scritto da: Bill Walker, Morris Lee Green

### Trama
- Guest star: Raymond Bailey (Ed Fowler), Pernell Roberts (Lew Banning), Stafford Repp (Joe), Walter Sande (Ben Crowley), Jason Johnson (Ed Galt), Dabbs Greer (sceriffo Will), Walter Pidgeon (Jess Clark), Carl Benton Reid (Tom Newman), Jack Dimond (Bob Crowley)

## Bury Me Dead
- Prima televisiva: 11 dicembre 1958
- Diretto da: John English
- Scritto da: John McGreevey

### Trama
- Guest star: Chris Alcaide (Marshal Newsome), Barry Sullivan (Jed Lorimer), Joan Tetzel (Kathy Lorimer), John Beradino (Garth Redfern)

## Let the Man Die
- Prima televisiva: 18 dicembre 1958
- Diretto da: Roger Kay
- Scritto da: Aaron Spelling

### Trama
- Guest star: Bill Erwin (Harper Bates), John Hoyt (Walt Matthews), Brett King (Dolf Akins), Marsha Hunt (Mrs. Reynolds), Ralph Reed (Nick), R. G. Armstrong (sceriffo Houghton), Frank Ferguson (Tom Menken), Phil Chambers (Earl Watkins), Dick Powell (dottor Mike Reynolds)

## Medal for Valor
- Prima televisiva: 25 dicembre 1958
- Diretto da: Jesse Hibbs
- Scritto da: Edmund Morris, Samuel A. Peeples

### Trama
- Guest star: Richard Anderson (Adam Stewart), K. L. Smith (Gerd Blake), Bartlett Robinson (James Harder), Roy Engel (Blacksmith), Wally Richard (Dan), Patrick Clement (Ben), Richard Basehart (David Manning), June Dayton (Kate Manning), Paul Fix (Rufus Stewart)

## Living is a Lonesome Thing
- Prima televisiva: 1º gennaio 1959

### Trama
- Guest star: Michael Landon (Vance Coburn), Michael Rennie (Grant Coburn), Walter Sande (Jeb Stone), Dennis Patrick (Maury Greeve), Frederick Ford (Harvey), Ben Chandler (O'Toole)

## Day of the Killing
- Prima televisiva: 8 gennaio 1959
- Diretto da: John English
- Scritto da: Frederick Louis Fox

### Trama
- Guest star: Peter Breck (Roy Bancroft), Jason Johnson (Ricker), Richard Devon (Grady Taggert), Paul Douglas (Jonas Sutton), John Litel (sceriffo Calder), Jonathan Hole (Ned Watley), Rickey Murray (Kim Sutton), Lane Bradford (Clem Dobie), Sam Buffington (Frank)

## Hang the Heart High
- Prima televisiva: 15 gennaio 1959
- Diretto da: William Dario Faralla
- Scritto da: John McGreevey

### Trama
- Guest star: Paul Richards (Jud Moore), Barbara Stanwyck (Regan Moore), John Anderson (Marshal Lazenby), David Janssen (Dix Porter), Margarita Cordova (Serafina), Lane Bradford (Ben Barrett), Frank Harding (True Wessels)

## Welcome Home a Stranger
- Prima televisiva: 22 gennaio 1959
- Diretto da: Mark Sandrich, Jr.
- Scritto da: Barney Slater

### Trama
- Guest star: Dabbs Greer (Former Rebel), Torin Thatcher (Abe Richards), Tony MacLane (cittadino), George Mitchell (Ned Parker), John Hackett (Stan), Ned Glass (Keys), Willard Sage (sergente), Frank Albertson (Lane Fullerton), James Drury (Roy), Loren Gray (Drifter), Dick Powell (Ben Sanderson)

## Trail Incident
- Prima televisiva: 29 gennaio 1959
- Diretto da: Alvin Ganzer
- Scritto da: Bob Barbash

### Trama
- Guest star: Michael Forest (Joe Sampson), Cameron Mitchell (Charlie Patch), Michael Hinn (Loco Thompson), Quintin Sondergaard (Barney Hollis), John Ericson (Andy McCall), Tim Considine (Peter Owens), Dennis Cross (Sam Duncan), Paul Jasmin (Tom Brannigan)

## Make It Look Good
- Prima televisiva: 5 febbraio 1959
- Diretto da: Anton Leader
- Scritto da: Nina Laemmle

### Trama
- Guest star: Parley Baer (Clem Doud), Robert F. Simon (John Hanley), Ed Nelson (Jack Bowen), Nesdon Booth (Jim Beck), Arthur Kennedy (Sam Carter), Jacqueline Scott (Jenny Carter), Edwin Jerome (Doc Kendall), Meg Wyllie (Mrs. Cole), Richard Rust (Russ Bowen)

## A Thread of Respect
- Prima televisiva: 12 febbraio 1959
- Diretto da: John English
- Scritto da: Aaron Spelling

### Trama
- Guest star: Denver Pyle (Seth Robson), Joseph Hamilton (Dave Radkin), James Beck (Nate Paris), Danny Thomas (Gino Pelleti), Nick Adams (George Pelleti), James Coburn (Jess Newton), Tommy Cook (Link Harris), Chuck Courtney (Til Crow)

## Deadfall
- Prima televisiva: 19 febbraio 1959
- Diretto da: Jerry Hopper
- Scritto da: Frederick Louis Fox, Sloan Nibley

### Trama
- Guest star: Bing Russell (vice sceriffo Stover), Val Dufour (Harper), Charles Fredericks (Frank Summers), Chuck Roberson (Brenner), Jan Stine (Ranky Kayler), Van Johnson (Frank Gillette), Hampton Fancher (Linc), Harry Townes (Hugh Perry), Grant Withers (sceriffo Lambert), Paul Langton (Tom Lamont), John Zaremba (giudice)

## The Last Raid
- Prima televisiva: 26 febbraio 1959
- Diretto da: John English
- Scritto da: Christopher Knopf

### Trama
- Guest star: Rita Moreno (Linda), Abel Fernández (Cota), Michael Davis (Panchito), Fernando Lamas (Miguel), William Reynolds (Bruce McVeigh), Peter Coe (Manuel)

## Man Alone
- Prima televisiva: 5 marzo 1959
- Scritto da: Aaron Spelling

### Trama
- Guest star: Scott Forbes (Evans), Duane Grey (Cross), Roy Barcroft (Pat), Don Durant (Johnny Ringo), Thomas Mitchell (Cason Thomas), Marilyn Erskine (Laura Thomas), William Vaughn, Maurice Young, Bill Catching

## Hanging Fever
- Prima televisiva: 12 marzo 1959
- Diretto da: John English
- Soggetto di: Arthur A. Ross

### Trama
- Guest star: Harry Lauter (Stopes), Christopher Dark (Harry Kelso), Frank Lovejoy (Sam Walston), Beverly Garland (Margaret Walston), Patrick McVey (Jack Lathrop), Charles Fredericks (Cooper), Walter Burke (Jeff Marker), Fiona Hale (Miranda), Jack Mather (Green), House Peters, Jr. (Harvey), Duane Grey (Johnson), John Harmon (Calvin Holmes)

## Trouble at Tres Cruces
- Prima televisiva: 26 marzo 1959
- Diretto da: Sam Peckinpah
- Scritto da: Sam Peckinpah

### Trama
- Guest star: Rita Lynn (Jessie), Frank Silvera (Ysidro), Ted de Corsia (Adam Brow), Brian Keith (Dave Blasingame), Neville Brand (Nick Karafus), Michael Pate (Miguel), Brad Johnson (Hardin), Elsa Cárdenas (Margo)

## Heritage
- Prima televisiva: 2 aprile 1959
- Diretto da: David Lowell Rich
- Scritto da: Christopher Knopf

### Trama
- Guest star: George D. Wallace (caporale), Robert Blake (Michael Bers), Edward G. Robinson (Victor Bers), Quintin Sondergaard (Johnson), Dan Barton (Crower), Lew Gallo (sergente), Edward G. Robinson Jr. (Hunt)

## The Sunrise Gun
- Prima televisiva: 16 aprile 1959
- Diretto da: Phil Karlson
- Scritto da: Bruce Geller

### Trama
- Guest star: Bill Erwin (Hart), William Henry (sceriffo Moss), Karl Swenson (Lud Greening), Dave Willock (Bain), Dennis Hopper (Danny Sunrise), Everett Sloane (Johnny Sunrise), Ben Cooper (Sam Duskin), Frank Faylen (Doc Alvarez)

## Checkmate
- Prima televisiva: 30 aprile 1959
- Diretto da: John English
- Scritto da: William R. Cox, Nina Laemmle

### Trama
- Guest star: James Whitmore (Joel Begley), Dabbs Greer (sceriffo Roarke), Mark Miller (Ward Cameron), Richard Karlan (Charlie Keeler), William Schallert (John Scott), Marsha Hunt (dottor Sarah Martin), Howard Culver (Tim), Nan Peterson (Kitty)

## Mission to Marathon
- Prima televisiva: 14 maggio 1959

### Trama
- Guest star: John McIntire (maggiore Samuels), Stephen McNally (Luke Meredith), Peter Mark Richman (Gil Durand), Robert Cornthwaite (John Scobie), Alan Dexter (Reese Miner)

## The Law and the Gun
- Prima televisiva: 4 giugno 1959
- Diretto da: John English
- Scritto da: Frank Gruber

### Trama
- Guest star: Paul Carr (Danny Crago), Barbara Gayle (Laura Mason), Ron Brogan (impiegato banca), Jack Lester (sceriffo Hunter), Russ Bender (giudice Peel), Pamela Lincoln (Kitty), Donald Stanford (Murphy), Lyle Bettger (John Welker), Michael Ansara (Fitzgerald)